# Notholmen (vid Torsö, Raseborg)
Notholmen är en ö i Finland. Den ligger i Finska viken och i kommunen Raseborg i landskapet Nyland, i den södra delen av landet. Ön ligger omkring 79 kilometer väster om Helsingfors.
Öns area är 9 hektar och dess största längd är 480 meter i öst-västlig riktning.